# دستور إسبانيا 1869
دستور إسبانيا 1869 هو الدستور الذي اعتمد في عهد الحكومة المؤقتة 1868-1871 التي تكونت بعد انتصار ثورة 1868 التي أنهت عهد ايزابيل الثانية. وهو الدستور الذي كان ساريا في عهد أماديو الأول. ثم أوقف العمل به بعد إعلان الجمهورية الإسبانية في فبراير 1873 إلا في الباب الأول الذي يتكلم عن الحريات والحقوق الأساسية وإن عدل بعض الشيء، ولكن علق العمل به بعد انقلاب بافيا الذي أدى إلى ديكتاتورية سيرانو. ثم ألغي العمل بالدستور بعد نجاح تمرد ساغونتو بقيادة مارتينيث كامبوس في ديسمبر 1874 والتي أدت إلى عودة البوربون لحكم إسبانيا والتي أصدرت دستور آخر في 1876. ويعد دستور 1869 أول دستور ديمقراطي في تاريخ الدستورية الاسبانية.

## انتخابات البرلمان التأسيسي في يناير 1869
بعد انتصار ثورة 1868 دعت الحكومة المؤقتة برئاسة الجنرال سيرانو إلى انتخابات البرلمان التأسيسي [الإنجليزية] مابين 15-18 يناير 1869 مع قانون الاقتراع العام (للذكور) الذي أعطى حق التصويت لحوالي أربعة ملايين رجل تعدوا سن ال 25 عاما وأكثر من نصفهم من الأميين. وقد جرت الانتخابات بنظام المقاطعة، حيث تنقسم المقاطعة إلى دوائر انتخابية حسب عدد السكان، فبلغت اجمالي الدوائر الانتخابية 82 دائرة.
وكانت الموسم الانتخابي حيوي للغاية حيث لعبت الصحف لأول مرة دورا هاما في الدعاية السياسية وتعبئة الرأي العام.
كان الفوز من نصيب الائتلاف الحكومي الملكي الديمقراطي المكون من الإتحاديين والتقدميين والديمقراطيين الملكيين -المعروفين باسم «السمبريون»- التي فازت بأغلبية 236 نائبا ومعظمهم من التقدميين، والباقي 81 للإتحاد والسمبريون أخذوا 21 مقعدا. وجاء الحزب الجمهوري الاتحادي في المرتبة الثانية بنصيب 85 نائبا والكارليون 20 مقعدا. وكان الخاسر الأكبر في تلك الانتخابات هو حزب الوسط حيث لم يتمكن ممن الحصول على أي مقعد.
وقد ندد الحزب الجمهوري الاتحادي بتدخل الحكومة المؤقتة بالانتخابات لنيل أغلبية الساحقة من النواب الذين دعموها. وتفق مؤرخوا اليوم أن هناك «تدخل» حكومي في تلك الانتخابات (وسميت في ذلك الوقت «التأثير الأخلاقي للحكومة»)، على الرغم من أن تلك الانتخابات هي الأولى بالاقتراع العام المباشر في تاريخ اسبانيا، وكانت «أنظف» مما كانت في حقبة إيزابيلا السابقة، وكيف كان تأثير «النفوذ الحكومي» على الانتخابات، ووصف المؤرخ أنخيل باهاموندي ذلك:"في المناطق الحضرية الضغط يتم تنفيذه من السلطة السياسية عن طريق موظفيها الحكوميين المدنيين والعسكريين. أما بالنسبة للمناطق الريفية [الذين يشكلون الغالبية] فبدلا من التلاعب بالمعنى الدقيق، فالذي يجري في بيئة منخفضة الثقافة السياسية وتقريبا لاتوجد أي خبرة بالمشاركة، وفآليات الضغط كانت على أساس علاقات التبعية والخضوع، وتلك سمة للمناطق الريفية الصغيرة غير المتطورة حيث كانت الحماية نظير التنفيذ بالتصويت. وكان شكلا من أشكال حكم الإستبداد [الإنجليزية] الأنثروبولوجي حيث فرضت معايير حماية-تبعية للطرفين".

## الحكم الملكي والمسألة الدينية

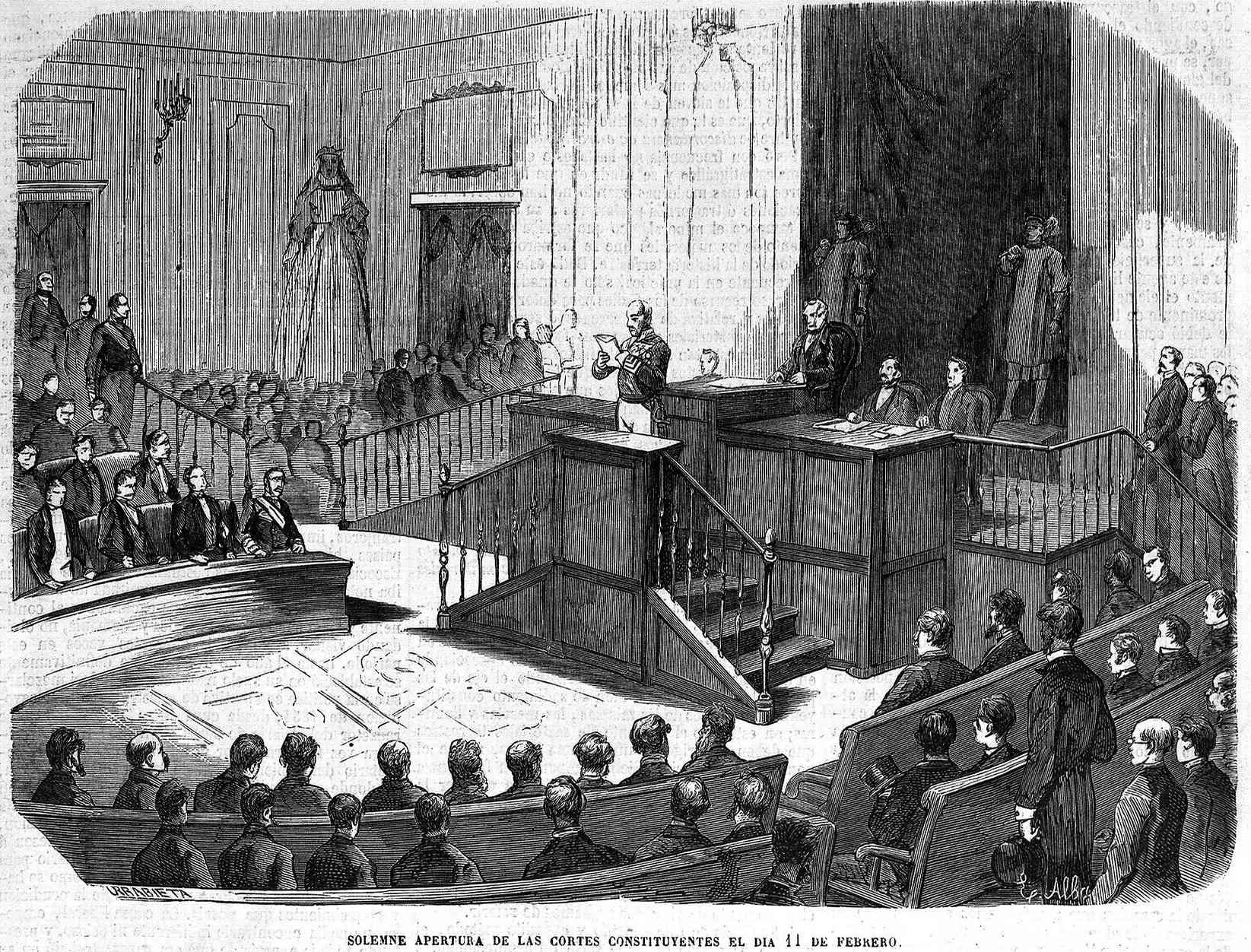
افتتاح البرلمان التأسيسي في 11 فبراير 1869.

افتتح المجلس التأسيسي جلسته يوم 11 فبراير 1869 مع خطاب لرئيس للسلطة التنفيذية الجنرال سيرانو. ثم بدأ العمل في اختيار اللجنة الدستورية التي ستقوم بصياغة الدستور لمناقشته في المجلس. ثم قدمت اللجنة مسودتها في 30 مارس، وفي أوائل أبريل بدأت مناقشة مسودة الدستور. وكان الموضوع الأهم هو الموضوع الذي أثار جدلا مريرا وهو إنشاء نظام ملكي على أنه أحد أشكال الحكومة (المادة 33:«إن الملكية هي شكل حكومة الأمة الاسبانية»). وفي 20 مايو اصطدم الوزير أديلاردو لوبيز دي أيالا مع نواب الحزب الجمهوري الاتحادي محتجا أن ثورة 1868 كانت من صنع الطبقات المحافظة. وفي النهاية تمت الموافقة على النظام الملكي بأنه أحد أشكال الحكومة بأغلبية 214 صوتا مقابل 71 صوتا، ولكن مع صلاحيات محدودة لأن السلطة التشريعية تكون محصورة فقط على الكورتيس.
ومع ذلك، فإن التاج أبقى على الكثير من الصلاحيات الدستورية للملك كما هي نفس الصلاحيات في الأنظمة الملكية الدستورية خاصة بحل البرلمان وتعيين الحكومة وإلغائها، لذلك لم يكن مجرد قوة رمزية كما هو في الأنظمة الملكية البرلمانية. وإن كان يفتقر إلى المشاركة التشريعية كما في الدساتير السابقة، لكنه يتمتع بحرية العقوبة، ويمكن ان يوافق على قرارات الوزراء أو يؤجلها وقد يرفضها. وتدعو الممارسة البرلمانية عندما يرفض الملك المصادقة على الحكومة وتصبح غير مرخصة فإنها تعود حكومة تسيير أعمال. ومن هذا المنطلق فإن من المسلم به هو حرية تعيين الوزراء، لذلك كان دور الأغلبية البرلمانية هو الدعم. ويمكن القول أن الحكومة بإمكانها حل البرلمان وإنشاء آخر يتبع لها. واستمر هذا الأداء في عهد أماديو الأول وبالتالي أثبت الواقع صعوبة الجمع بين الملكية الدستورية والديمقراطية. ويشير تعيين الحكومة إلى إرادة التاج وليس إرادة البرلمان إلى مرحلة «ما قبل البرلمان» من التاريخ الدستوري. [...] فإن الديمقراطية قد تم تشكيلها لكن المسؤولية التي ألقيت على التاج هي أكبر مما كانت عليه في العهد السابق.
أما النقطة الأخرى المثيرة للجدل فكانت مسألة الدين لأن التسامح الديني ظهر للمرة الأولى في تاريخ الدستور الاسباني في دستور 1856 -الذي أنشأ ولكنه لو يعتمد أبدا- من خلال صيغة معقدة للمادة 21 التي ذكرت: أنه لن يتم اضطهاد أي شخص بسبب «آرائه ومعتقداته الدينية» المخالفة للكاثوليكية، الأمر الذي أثار احتجاجات من النواب الكارليين والتسلسل الكنسي، على الرغم من طائفية الدولة وميزانية خاصة لرجال الدين. والذي أيد فكرة الدولة العلمانية هم الحزب الجمهوري الاتحادي فقط.
وفقا لمانويل سواريز كورتينا: فإن قسوة المناقشات والموافقة على حرية العبادة أحدثت في إسبانيا في ذلك الوقت انشقاق كبير بين الليبراليين وأولئك الذين طالبوا بالوحدة الكاثوليكية وفقا لأحكام البابوية 1851. ومنذ ذلك الحين لم يعد الدين عنصرا من عناصر التكامل الوطني بل أصبح أحد النطاقات شديدة المتنازع عليها.

## ملكية ديمقراطية
وقد تمت الموافقة على الدستور الذي وصفه رئيس مجلس النواب بأنه «ديمقراطي» في 1 يونيو بأغلبية 214 صوتا مقابل 55 صوتا معارض، وصدر في 6 يونيو. واحتوى الدستور على 112 مادة وحكمين انتقاليين، واعلنت الديباجة صراحة على مبدأ السيادة الوطنية. وسلط الضوء على الباب الأول الذي ضمن لأول مرة في تاريخ الدستور الإسباني حقوق الفرد والحريات الجماعية، وحق جميع المواطنين في المشاركة السياسية. والاقتراع للذكور (المادة 16) وتشمل أيضا لأول مرة حرية التجمع وحرية تكوين الجمعيات وحرية الصحافة (المادة 17). وحرية الدين (المادة 21). وأثبت الجزء الأساسي أن السيادة تكمن أساسا في الأمة (المادة 32)، وأن شكل الحكومة هو النظام الملكي (المادة 33)، ومبدأ فصل السلطات فالسلطة التشريعية للبرلمان والقضائية للمحاكم والتنفيذية بيد الملك، وعلى الرغم من ذلك فإن مسؤولية محاسبة الوزراء تعود إلى البرلمان وكذلك امام القضاء.

## التقييم
"لم يكن دستور 1869 التي اعتمدته إسبانيا هو الأكثر ليبرالية فقط، ولكن أضحى في طليعة دساتير أوروبا في ذلك الوقت. وبدت تأثيراته الواضحة على دستور الولايات المتحدة..." وقد اعتبر الكثيرون أن النصوص التي صاغها برلمان 1869 تمثل أول دستور ديمقراطي لمملكة إسبانيا، لأنه أعطى دورا كبيرا للكورتيس الذي أضحى أعلى جهاز تمثيلي للأمة لأنه لايشرع فقط ولكن يسيطر على الحكومة ويحد من سلطة الملك. وقد احتاجت دول أوروبا عدة عقود أخرى في كي تتمكن من تحقيق الإنجازات السياسية والاجتماعية التي تحققت في هذا الدستور.
ومع ذلك ومع أن الدستور قد وضع المبادئ الأساسية للثورة والاقتراع العام والحريات الفردية، إلا أنه تقريبا لم يرض الجميع. فقد عارض الجمهوريون مبدأ الملكية وعارض الكاثوليك مسألة الحرية الدينية والمفكرون الأحرار في صيانة العبادة. بدا أنها متقدمة جدا للكثيرين ولكنها خجولة لآخرين.

### قائمة المراجع
- Ángel Bahamonde y Jesús A. Martínez, Historia de España. Siglo XIX, Cátedra, 2007 ISBN 978-84-376-1049-8
- Vilches, Jorge (2001). Progreso y libertad: el Partido Progresista en la revolución liberal española. Madrid: Alianza Editorial. ISBN 84-206-6768-4.